# Globivenus capricornea
Globivenus capricornea is een tweekleppigensoort uit de familie van de Veneridae. De wetenschappelijke naam van de soort is voor het eerst geldig gepubliceerd in 1908 door Hedley.